# Quirella lyngei
Quirella lyngei is een slakkensoort uit de familie van de Pyramidellidae. De wetenschappelijke naam van de soort is voor het eerst geldig gepubliceerd in 2004 door Robba, Di Geronimo, Chaimanee, Negri & Sanfilippo.